# Pierrefitte (Corrèze)
Pierrefitte település Franciaországban, Corrèze megyében. Lakosainak száma 93 fő (2022. január 1.). Pierrefitte Chamboulive, Espartignac, Eyburie és Saint-Jal községekkel határos.

## Népesség
A település népességének változása:
| Lakosok száma | 149  | 92   | 82   | 79   | 87   | 88   | 91   | 93   | 92   | 93   |
|               | 1968 | 1982 | 1990 | 2006 | 2013 | 2015 | 2017 | 2019 | 2020 | 2022 |